# آلوارت پطروسیان
آلوارت پطروسیان (ارمنی: Ալվարդ Պետրոսյան؛ انگلیسی: Alvard Petrossyan زاده ۴ اکتبر ۱۹۴۶ – درگذشته ۱۰ مارس ۲۰۲۲) سیاستمدار، و نویسنده اهل ارمنستان بود.
وی سه دوره بین سال‌های ۱۹۹۹ تا ۲۰۱۲ به عنوان نماینده در مجلس ملی جمهوری ارمنستان حضور داشت. آلوارد پتروسیان در فدراسیون انقلابی ارمنی عضویت داشت. مدال مارشال باقرامیان در ۱۹۹۷ به وی اعطا گردید.